# Juniperus compacta
Juniperus compacta là một loài thực vật hạt trần trong họ Cupressaceae. Loài này được Martínez R.P.Adams mô tả khoa học đầu tiên năm 2007.